# Piezochromie
Die Piezochromie ist die Eigenschaft von Festkörpern, bei Einwirkung von Druck die Farbe zu ändern. Diese Farbänderung ist in der Regel reversibel.
Gustav Kortüm beschreibt Piezochromie wie folgt: „Dabei handelt es sich um ein druckabhängiges thermodynamisches Gleichgewicht zwischen zwei konstellationsisomeren Formen der Molekel, die wegen der nicht möglichen koplanaren Struktur als Ausweichformen verschiedenen Energiegehalts anzusehen sind“. Piezochromie kommt u. a. bei Polymeren vor und ist ein Thema intensiver Forschung. Piezochromie findet sich auch bei Mineralien.
Piezochrome Materialien sollen in Drucksensoren verwendet werden, die wechselnde Drücke durch Farbänderungen anzeigen.